# Parco del Medio Olona
Il parco del Medio Olona è un'area protetta di interesse sovracomunale che si sviluppa intorno all'Olona ed il Tenore. Si estende sul territorio dei comuni di Fagnano Olona, Gorla Maggiore, Gorla Minore, Marnate, Olgiate Olona e Solbiate Olona nella provincia di Varese.
Oltre alla Valle Olona il parco comprende ad est i boschi di Gorla Maggiore, in cui scorre il Fontanile di Tradate, e le aree rurali ovest di Fagnano Olona, dove scorre il torrente Tenore.
Il parco è attraversato dalla pista ciclopedonale della Valle Olona e dalla Ciclovia Olona Lura, un itinerario ad anello di 165 km in grado di connettersi ad altri 6 parchi locali lungo il fiume Olona ed il torrente Lura.